# Akademie Verlag
Akademie Verlag (укр. Наукове видання) — наукове та академічне видавництво засноване в 1946 році в окупованій радянським союзом східній частині розділеного Берліна з метою публікації робіт Академії наук Німецької Демократичної Республіки.

## Історія
Під комуністичною Німецькою Демократичною Республікою, з 1949 до 1990 року, воно залишалося під керівництвом Академії; на відміну від інших видавництв, воно не підлягало прямому контрою зі сторони міністерства культури НДР. Проте, це було розцінено з підозрою на Заході через комуністичний вплив. Більшість продукції розповсюджувалася в Східній Німеччині і в Східному блоці. З 1957 року, Ґотфрід Вільгельм Лейбніц, засновник Пруської академії наук в 1700 році, та «theoria cum praxi» були використані як символи.
З 1970 року кілька томів Миколи Коперніка (повне видання), були опубліковані Академією наук Німецької Демократичної Республіки, які охоплюють безліч документів про життя Коперніка в деталях. Astronomische Nachrichten (Астрономічні Нотатки), один з перших міжнародних журналів в області астрономії, заснований 1821 року, публікувався Академією Наук протягом декількох десятиліть, а також Physica Status Solidi, заснований 1961 року.
Після падіння Берлінської стіни, співробітники відхилили свого керівника та обрали наступником одного зі своїх. Після того як вдалось побудувати репутацію на Заході, було зроблено декілька пропозицій для Академії наук, та новим німецьким державам (включаючи Берлін), продано 3 січня 1991 року VCH Verlagsgruppe Weinheim. У результаті цього, залишилось 170 працівників в 1991 році, лише 40 залишилось до 50-річчя в 1996 році. Також було скорочено широкий спектр публікацій для того, щоб зосередитися на філософії, історії, політиці, історії мистецтва, літератури, мовних науках, математиці та фізиці.
Коли John Wiley & Sons заволодів VCH, то природничо-наукового філіал Академії наук був перенесений до Wiley-VCH, у той час як секція гуманітарних наук, включаючи її назву і логотип, була перенесена 1 жовтня 1997 року до R. Oldenbourg Verlag, яка 2004 року була придбана Cornelsen Verlag. У 2013 році Walter de Gruyter придбав академію та Oldenbourg from Cornelsen.